# Либкнехтовский район
Либкнехтовский райо́н — бывшая административно-территориальная единица в составе вначале Северо-Кавказского, затем Орджоникидзевского, впоследствии Ставропольского края РСФСР.
Административный центр — село Великокняжеское, с 1950 года — село Ольгинское.
Либкнехтовский район был образован в 1935 году.
На 1 октября 1938 года включал 12 сельсоветов, на 1 января 1940 года — 10. По результатам переписи 1939 года зафиксировано 32965 жителей и 731 человек спецконтингента. 12 января 1943 года Орджоникидзевский край Указом Президиума Верховного Совета СССР переименован в Ставропольский. Не 31 декабря 1945 года район включал 11 сельсоветов

| - Богословский; - Великокняжеский; - Вревски; - Галицинский; - Ивановский; - Казьминский; | - Карамурзинский; - Малороссийский; - Овеченский; - Рождественский; - Ольгинский. |

Тот же состав сохранялся и на 1 января 1948 года.
В 1954 и 1955 году Либкнехтовский район был участником ВСХВ, были представлены лучшие хозяйства района и около 250 передовиков сельского хозяйства.
2 ноября 1956 года был упразднён с передачей его территории в состав Невинномысского района.

## Периодика
31 марта 1935 года вышел первый номер районной газеты «Сталинский путь», позже под названием «Ударник полей» до 1952 года, ныне газета «Звезда Прикубанья» Кочубеевского района.